# 2143 Jimarnold
2143 Jimarnold је астероид главног астероидног појаса са средњом удаљеношћу од Сунца која износи 2,281 астрономских јединица (АЈ).
Апсолутна магнитуда астероида је 14,3.